# Kameraövervakning

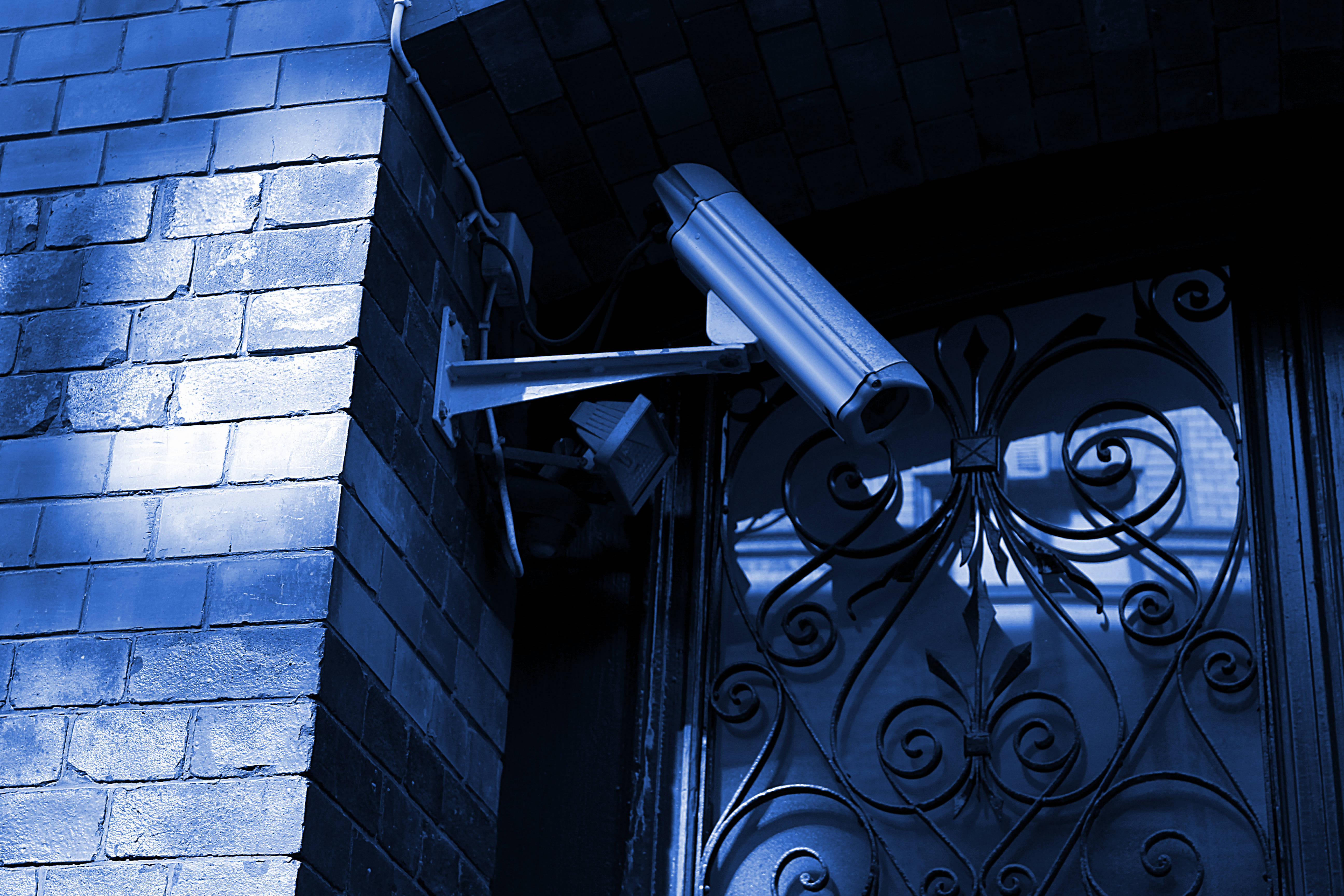
Övervakningskamera vid entré.

Kameraövervakning eller kamerabevakning är att övervaka platser med hjälp av övervakningskameror. Avsikten med kameraövervakning kan till exempel vara att förebygga brott (brottsprevention), använda inspelat material i polisutredningar (brottsuppklarning) samt öka känslan av trygghet.
Hemlig kameraövervakning som används av brottsbekämpande myndigheter klassas i Sverige som ett hemligt tvångsmedel.

## Historik
Det första kamerabekningssystemet installerades 1942 i Peenemünde, i nordöstra Tyskland, av  Walter Bruch för att övervaka uppskjutningen av V-2-raketer.
1944 började kameraövervakning användas i Manhattanprojektet för att kunna sköta kranar som hanterade plutonium utan att någon behövde vara närvarande.[källa behövs]
John Majors konservativa regering i Storbritannien lanserade tidigt 1990-tal kameraövervakning som en metod för att öka den allmänna tryggheten. Samtidigt gjordes det stora nedskärningar inom den offentliga sektorn, inklusive polisväsendet. Mordet på James Bulger 1993, en 2-åring som fördes bort från ett köpcentrum i Liverpool, anses ha inneburit ett genombrott för kameraövervakning i Storbritannien. Fallet fick den allmänna brittiska opinionen att tydligt ta ställning för kameraövervakning vilket legitimerade regeringens omfattande satsningar de kommande åren. Åren 1992–2002 lade den brittiska staten över £250 miljoner på kameraövervakning, och de därefter tio följande åren uppskattningsvis £500 miljoner. 1994–1997 motsvarade investeringarna i kameraövervakning närmare 80% av regeringens budget för brottsförebyggande åtgärder. Flera studier visade tveksamma effekter på brottsligheten och det riktades kritik mot de omfattande skattefinansierade investeringarna som genomfördes utan pilotförsök i mindre skala, men det dröjde innan myndigheterna tog till sig av kritiken.

## Tillvägagångssätt
Kameran placeras så att den täcker det man vill övervaka, exempelvis en dörr där man vill kontrollera vem som vill komma in. Det kan även vara i brottsförebyggande syfte. Bilden från kameran överförs till en monitor och/eller lagringsenhet. Man kan även skicka videosignalen i ett datanät.
Det är mycket vanligt att en inspelningsfunktion (lagring) är kopplad till övervakningen så att man i efterhand kan kontrollera vad som hänt.
Krav på hantering av lagrat material skiljer sig mellan jurisdiktioner.

## Forskning
Fram till mitten på 2010-talet saknades forskning nästan helt kring alla andra effekter av kameraövervakning än brottsprevention. Andra nyttokategorier kopplat till användandet av kamerabevakning för brottsbekämpande syften, som möjlighet att upptäcka och utreda brott var endast begränsat forskningsmässigt utforskat. Bortsett från gator, torg och parkeringshus saknades det även studier kring effekterna av kameraövervakning i butiker, köpcentrum, arenor eller skolor.

## Brottsprevention
Kameraövervakning har vissa investerings- och driftskostnader och det har debatteras hur effektivt det är med kameraövervakning för att förebygga brott. Forskare menar att den brottspreventiva effekten bör fastslås för att kunna väga eventuell nytta mot onödigt intrång i enskildas personliga integritet. Det finns mycket forskningslitteratur om kameraövervakning i brottsförebyggande syfte.[källa behövs] Den samlade bilden av forskningen 1985–2015 visar att kameraövervakning inte har en märkbar brottsförebyggande effekt.
Tydliga skillnader i kameraövervakningens brottsförebyggande effekt förklaras med om brottet var planerat eller om det utfördes i affekt. Enligt forskning finns det ett visst stöd för att kameraövervakning är effektivt mot egendomsbrott, särskilt bilstölder. I en metastudie från 2019 såg man ett signifikant samband mellan kameraövervakning å ena sidan och lägre nivåer av fordons- och egendomsrelaterad brottslighet å andra sidan. Det fanns även en relativt stor effekt på drogrelaterad brottslighet, med en nedgång på ca 20%. Det saknades dock effekter på våldsbrott eller ordningsstörande beteenden. En hypotes till varför kameraövervakning inte fungerar för våldsbrott är att dessa skulle begås av personer som är påverkade av alkohol eller droger eller som är starkt känslomässigt påverkade och som inte heller gör en riskkalkyl.
Kameraövervakning har traditionellt betraktats som en form av situationell brottsprevention men kan också syfta till att förbättra polisens möjligheter att utreda brott eller att minska rädsla för brottslighet.[källa behövs]

### På olika platser
Brottsförebyggande rådet publicerade 2007 en metaanalys som sammanställde 44 studier om kameraövervakning. Analysen visade att övervakningskameror i genomsnitt halverade antalet brott på parkeringsplatser, men att effekterna inte var statistiskt signifikanta i andra miljöer, såsom stadskärnor, utsatta bostadsområden och kollektivtrafik.
År 2017 publicerades en ny forskningsöversikt, genomförd på uppdrag av tankesmedjan Säkerhet för Näringsliv och Samhälle (SNOS), i kriminologitidskriften Journal of Scandinavian Studies in Criminology and Crime Prevention. Även denna rapport fokuserar på forskning som använder sig av naturliga experiment, men också randomiserade kontrollstudier. Resultaten visar att kameraövervakning kan minska brottslighet i flera offentliga miljöer, inklusive i gatumiljö och på centrala tunnelbanestationer. I likhet med Brå:s metaanalys visar denna forskningsöversikt även att kameraövervakning är mer effektivt mot egendomsbrott än mot våldsbrott.

### Rapporter
Enligt en rapport från Expertgruppen för studier i offentlig ekonomi (ESO) finns det problem med studierna som ingår i Brå:s metaanalys, vilket gör att orsakssambanden mellan övervakningskameror och brott inte kan fastställas. ESO-rapporten framhåller istället att ny forskning som använder naturliga experiment för att undkomma dessa problem visar att "kamerorna har en avskräckande effekt, i synnerhet på planerad brottslighet som fickstölder".

## Användning i polisutredningar
Enligt en studie från 2017 publicerad i European Journal on Criminal Policy and Research är sannolikheten att British Transport Police (BTP) klarar upp ett brott 25 procentenheter större när det finns användbara bilder från kameraövervakning. Detta gällde för de flesta brott inklusive överfall, sexualbrott och fordonsstöld.
Brottsförebyggande rådets utvärdering av kameraövervakningen på Medborgarplatsen och Stureplan i Stockholm visar att övervakningsfilm begärdes ut av polisen för ett 80-tal ärenden under den studerade niomånadersperioden. I 23 ärenden hade den begärda filmen någon relevans för utredningen. I tolv av dessa ärenden väcktes åtal och i tre av domarna bedömdes filmen ha haft särskilt stor betydelse för den fällande domen.

## Effekter på rädslan för brottslighet
Enligt en systematiskt forskningsöversikt från 2013 tenderar den befintliga evidensen att visa att kameraövervakning inte är effektivt för att minska rädslan för brottslighet. Samma studie tillkännager dock att evidensens kvalitet på detta område är begränsad.

## Användning
Storbritannien är det land som har flest övervakningskameror per invånare. Trots det har inte landet lägre andel våldsbrott än andra jämförbara länder. Enligt en beräkning finns det sammanlagt 4,2 miljoner övervakningskameror i Storbritannien och en genomsnittsbritt fångas på kamera 300 gånger per dag.
I Sverige satsade polisen 2017 på övervakningskameror med motiveringen att de skulle avstyra terrordåd, skottlossningar och sexuella övergrepp.

## Kameraövervakning i Sverige

### Lagstiftning i Sverige

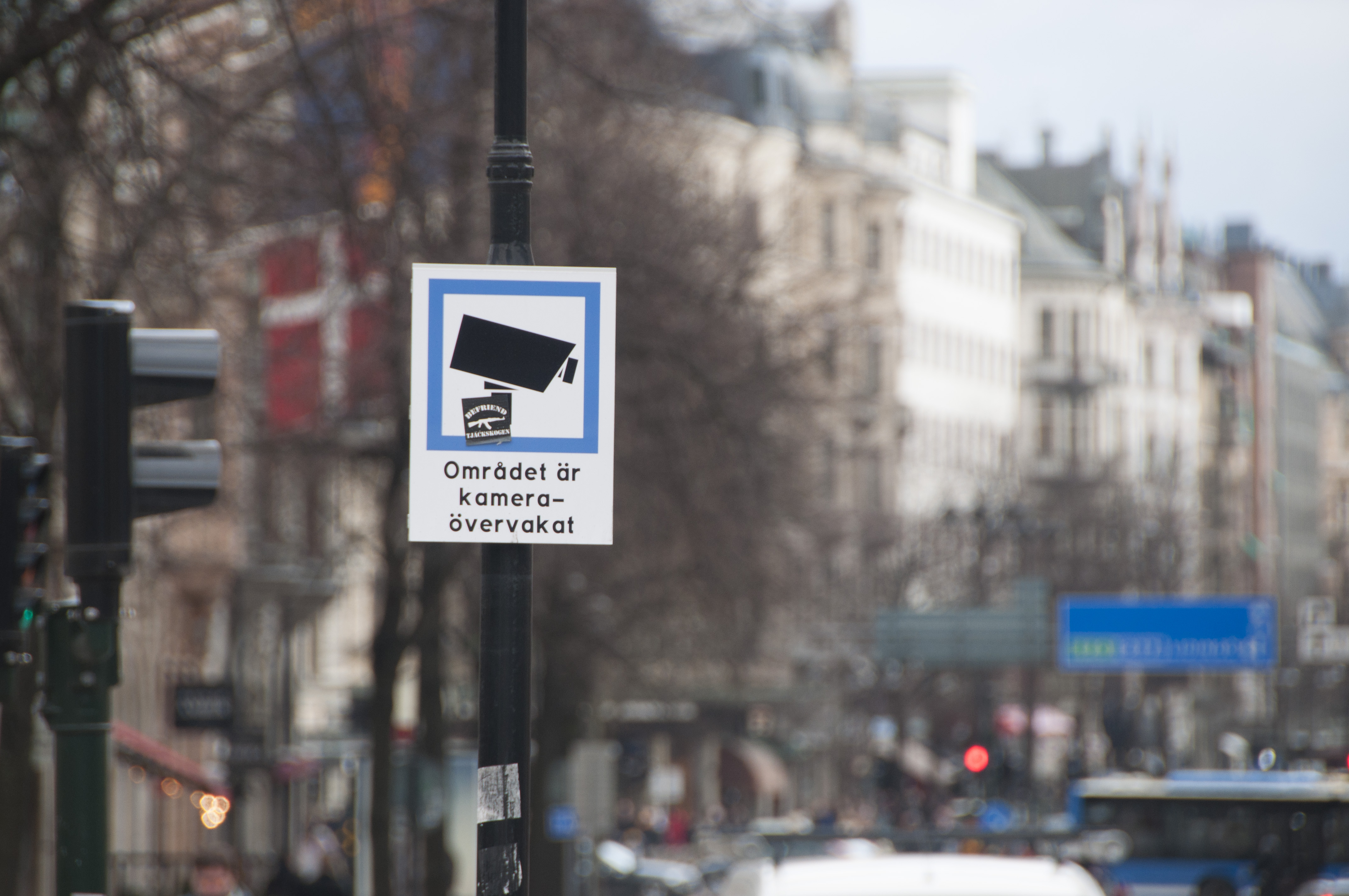
Informationsskylt om kameraövervakning på Stureplan och omgivande gator i Stockholm. Skylten lämnar dock ingen upplysning om att tillståndet för användningen av kamerorna är begränsat, då de endast får vara aktiverade under kvälls- och nattetid.

Sverige fick sin första lag som reglerade kameraövervakning den 1 juli 1977 då lagen om TV-övervakning trädde i kraft. Enligt denna krävdes tillstånd från länsstyrelsen för att sätta upp övervakningsskameror, och tillstånd medgavs endast om intresset att övervaka vägde tyngre än intresset för enskilda människor att inte övervakas. Detta förhållningssätt stod sig i det närmaste oförändrat fram till den 25 maj 2018 då Europaparlamentets och rådets förordning (EU) 2016/679 om skydd för fysiska personer med avseende på behandling av personuppgifter och om det fria flödet av sådana uppgifter (GDPR) samt den 1 augusti 2018 då den nuvarande kamerabevakningslagen (2018:1200) började gälla. Numera gäller kortfattat att för myndigheter och andra som utför en uppgift av allmänt intresse (t.ex. privata skolor eller vårdinrättningar) krävs det tillstånd från Datainspektionen för att få sätta upp en övervakningskamera. Från den 1 januari 2020 slopas tillståndskravet för brottsbekämpande myndigheter, däremot kvarstår kravet på en dokumentrad intresseavvägning som avser integritet och behov. För privata aktörer krävs i stället att dessa följer bestämmelserna i GDPR. 
En privatpersons bevakning av "en verksamhet av rent privat natur", till exempel det egna hemmet omfattas inte av kamerabevakningslagen. 
Den som sätter upp en bevakningskamera ska som huvudregel informera om detta med skyltning.

### Övervakning i olika städer
Det har även gjorts flera utvärderingar med avseende på effekten av kameraövervakning i Sverige. Enligt utvärderingar från Brå finns det inget stöd för att införandet av kameraövervakning ledde till någon generell brottsminskning i stadsparken i Helsingborg, centrala Landskrona eller Medborgarplatsen och Stureplan i Stockholm. Brå:s studie från Möllevångstorget i Malmö samt en av myndighetens två studier på svenska parkeringsplatser visar dock att brottsligheten minskade till följd av kameraövervakning. Det finns också ett antal akademiska studier av övervakningskameror i Sverige som visar att kameraövervakning har minskat antalet brott på tunnelbanestationer i Stockholm innerstad och allsvenska fotbollsarenor samt att det kan bidra till färre anlagda bränder.

### Allmän åsikt i Sverige
På uppdrag av statliga Integritetsskyddskommitén genomförde Statistiska centralbyrån hösten 2006 en opinionsundersökning på temat. Den visade på ett starkt stöd för att tillåta kameraövervakning, 90% av de cirka 1000 deltagarna i studien ställde sig positiva till frågan "Tycker du att kameraövervakning ska vara tillåten eller otillåten på allmänna platser om det behövs för att få folk att känna sig tryggare av att platser är kameraövervakade?".
Under 2017, och på uppdrag av Lunds universitet, genomförde opinionsundersökningsinstitutet Kantar Sifo en opinionsundersökning på temat kamerabevakning och personlig integritet med 1000 deltagare. På frågan "Vad tycker du om övervakningskameror på allmän plats?" ställde sig 90% positiva till frågan. Rörande kamerornas eventuella negativa inverkan på den personliga integriteten, avvisade 83% av deltagarna påståendet "Närvaron av säkerhetskameror på offentlig plats (torg och gator) inkräktar på min personliga integritet.".
Under april 2018 upprepade Lunds universitet studien från 2017. Även denna gång var 90% av allmänheten positiva till användandet av bevakningskameror på allmän plats. Rörande avvägningen mellan kamerabevakning på allmän plats och rätten till personlig integritet, avvisade 75% av deltagarna i undersökningen att kamerabevakning på gator och torg utgjorde en kränkning av den personliga integriteten. När det gällde närvaron av kamerabevakning i deltagarnas bostadsområde, avvisade 66% av deltagarna att kamerabevakning utgjorde en kränkning av den personliga integriteten.
I december 2019 genomförde Lunds universitet en tredje opinionsundersökning om allmänhetens inställning till användandet av bevakningskameror på allmän plats. 88% av deltagarna var positiva till kamerabevakning – varav 45% mycket positiva och 43% ganska positiva. Rörande avvägningen mellan kamerabevakning och rätten till personlig integritet avvisade 75% av deltagarna att kamerabevakning på gator och torg utgjorde en kränkning av den personliga integriteten. I fråga om kamerabevakning i exempelvis parker och grönområden avvisade 74% detta som ett intrång i integriteten. När det gällde kamerabevakning i bostadsområdet avvisade 67% av deltagarna att detta innebar en integritetskränkning.
Av de genomförda undersökningarna som gjorts med allmänheten har stödet – i alla genomförda studier – för kamerabevakning varit starkt. Trots det, fanns det ett starkt politiskt motstånd mot kamerabevakning fram till slutet på 2010-talet.

## Kameratyper
En vanlig form av övervakningskamera är den fastmonterade kupolkameran, kallad så på grund av den typiska genomskinliga kupolen. Innanför den sitter den vanligtvis rörliga kameraoptiken. Kameror som är styrbara av en operatör via en manöverpanel är också vanliga. Kameror som aktiveras av rörelse används antingen för att spara lagringsutrymme eller för att skicka signalen vidare till till exempel en larmcentral.